# (73056) 2002 FN2
2002 أف أن 2 (ويعرف أيضًا باسم (73056) 2002 أف أن 2 وفق تسمية الكوكب الصغير) (بالإنجليزية: 2002 FN2)‏ هو كويكب ضمن حزام الكويكبات؛ وترتيبه 73056 من حيث الاكتشاف.
اكتُشف هذا الجُرم الفلكي بواسطة William Kwong Yu Yeung ‏ في 19 مارس 2002.

## وصلات خارجية
- (73056) 2002 FN2 في قاعدة بيانات مختبر الدفع النفاث لأجرام النظام الشمسي الصغيرة

- الاكتشاف · مخطط المدار ·  العناصر المدارية · المعلمات المادية

- (73056) 2002 FN2 على موقع ويكي سكاي: DSS2, SDSS, GALEX, IRAS, Hydrogen α, X-Ray, Astrophoto, Sky Map, Articles and images